# Medford (Maine)
Medford – miasto w Stanach Zjednoczonych, w stanie Maine, w hrabstwie Piscataquis.